# Szczepan Wierzchosławski
Szczepan Henryk Wierzchosławski (ur. w 1946) – polski historyk, profesor nauk humanistycznych.
W 1970 ukończył studia historyczne na Uniwersytecie Mikołaja Kopernika w Toruniu. Stopień doktora nauk humanistycznych otrzymał w 1978 na podstawie rozprawy pt. Polski ruch narodowy w Prusach Zachodnich w latach 1860-1914, a stopień doktora habilitowanego w dyscyplinie historii uzyskał w 1992 na podstawie rozprawy Elity polskiego ruchu narodowego w Poznańskiem i w Prusach Zachodnich w latach 1850-1914. Tytuł profesora otrzymał w 2002.
Związany z zawodowo z Instytutem Historii i Archiwistyki UMK oraz z Instytutem Historii PAN im. Tadeusza Manteuffla, wykładał także w Instytucie Historii i Stosunków Międzynarodowych Uniwersytetu Szczecińskiego. 

## Wybrane publikacje
- Orzeł czarny i orzeł biały : problemy modernizacji społeczeństwa polskiego prowincji Prusy Zachodnie w XIX i na początku XX stulecia, Olsztyn 2011.
- Ignacy Łyskowski 1820-1886: polityk i publicysta, pierwszy prezes Towarzystwa Naukowego w Toruniu, Toruń 2000.
- Nawra Kruszyńskich i Sczanieckich: studium z dziejów szlachty i ziemiaństwa ziemi chełmińskie, Toruń 1990 (wspólnie z Jerzym Dygdałą).
- Polski ruch narodowy w Prusach Zachodnich w latach 1860-1914, Wrocław 1980[2].